# Bartek Kapłoński
Bartek Kapłoński (ur. 7 lipca 1977 w Tarnowie) – muzyk, kompozytor, autor tekstów, realizator dźwięku. Historia jego kariery zawodowej obejmuje dwa równoległe wątki: muzyczny i realizatorski.

## Życiorys

### Muzyka
Jest absolwentem Państwowej Podstawowej Szkoły Muzycznej w Tarnowie, w klasie wiolonczeli (1992 r.) i Państwowego Liceum Muzycznego w Tarnowie, w klasie kontrabasu (1996 r.).
W 1992 roku rozpoczął naukę gry na gitarze, a w 1995 r., wraz z założonym przez siebie zespołem Alter Ego, zakwalifikował się do finałowej dziesiątki konkursu Prince Rocks Poland – Węgorzewo. W 1998 r., jako członek zespołu Ziyo, wziął udział w nagraniu gitar i miksowaniu płyty Spectrum. Od 1999 do 2003 r. był muzykiem zespołu Siedem, który podczas XXXVI Festiwalu w Opolu, został laureatem nagrody im.Anny Jantar. W 2003 r., po przeprowadzce do Wrocławia, dołączył do zespołu Ocean, z którym nagrał dwa albumy i zagrał ponad 250 koncertów. Album „Depresyjne piosenki o niczym”, głosami czytelników Gitary i Basu, uznany został za najlepszą gitarową płytę 2004 roku. W tym samym roku brał udział w nagraniu płyty „Pistolet”, Krzysztofa Zalewskiego, zwycięzcy programu Idol. W 2006 r. napisał muzykę do piosenki „Miał być ślub”, którą Monika Brodka umieściła na płycie Moje piosenki. Utwór był drugim singlem promującym album i stał się hitem, który przez wiele tygodni znajdował się na listach przebojów. W 2008 r. założył zespół LOV, który wygrał główna nagrodę w telewizyjnym programie Nowa Generacja i otrzymał nagrodę Jury na festiwalu TopTrendy 2008. Jest kompozytorem muzyki i większości tekstów, które znalazły się na debiutanckim albumie LOV – Minus Szum. Pierwszy singiel LOV – Wiem, zakwalifikował się do eliminacji festiwalu Sopot Festival 2009 i znany jest m.in. z serialu Barwy Szczęścia. Od marca 2010 r. gitarzysta w zespole Kasi Kowalskiej, z którą jako muzyk i współproducent nagrał płytę „Kowalska/Ciechowski – Moja Krew”. Album jest zapisem koncertu w radiowej Trójce, podczas którego zespół wykonał nowe wersje znanych utworów Grzegorza Ciechowskiego i Republiki. Album osiągnął status platynowej płyty.
W 2013 dołączył do Leszka Biolika i Andrzeja Rajskiego aby razem stworzyć zespół koncertowy Misi Furtak – „Misia FF”. W 2015 skład przekształcił się w kolektyw The Ants, który pod szyldem „Janusz Radek & The Ants”, wyprodukował i nagrał album „Popołudniowe przejażdżki”.

### Koncertowa realizacja dźwięku
Jako realizator dźwięku, zadebiutował w wieku 16 lat, rozpoczynając od produkcji reklam i jingli, w studio nagrań tarnowskiego Radio Maks. Od 1997 do 1999 r. pracował jako realizator FOH w firmie DB Sound, w Krakowie, nagłaśniając m.in. Festiwal Piosenki w Opolu i Festiwal Fama w Świnoujściu. W 1999 r. po zmianie firmy na AudioTech – Kraków, poza koncertami w kraju, nagłaśniał m.in. występy Opery Dolnośląskiej w Holandii i Belgii. Od 2000 r., jako wolny strzelec, współpracował z artystami takimi jak: Robert Gawliński, zespół Wilki, Ania Dąbrowska, Monika Brodka, Andrzej Piaseczny, Maria Peszek, czy Blog 27 (niemiecka trasa z Tokio Hotel). Od 2006 do 2009 roku na stałe współpracował jako realizator monitorowy z Dodą i Virgin. W następnych latach realizował koncerty Ani Rusowicz, Urszuli, Patrycji Markowskiej, Illusion, Nowych Sytuacji.

### Studyjna realizacja dźwięku
Od 2012 roku rozpoczął pracę we własnym studio we Wrocławiu. Zrealizował w nim m.in. płytę Akurat Gra Kleyffa i Jedną Kelusa zespołu Akurat oraz Informal Sounds – serię rejestrowanych występów na żywo, pod patronatem marki Levi’s. W cyklu wystąpili Mela Koteluk, Natalia Przybysz, Rita Pax, Kasia Stankiewicz, Tymon Tymański, Curly Heads, Terrific Sunday. Akcja zdobyła nagrodę w ogólnopolskim konkursie reklamy Kreatura 2015.

## Dyskografia

### Albumy studyjne
- Ziyo – Spectrum (1998 – Ethos)
- Ziyo – Exlibris (2000 – Selles)
- Dzika Kiszka – Rap’n’Roll Part 2 (2000 – Scena FM)
- Marek Stryszowski – Droga Krzyżowa (2001)
- Siedem – Pomarańcze (2003 – Luna Music)
- Ocean – Depresyjne piosenki o niczym (2004 – Sony Music Entertainment Poland)
- Zalef – Pistolet (2004 – BMG)
- Ocean – Niecierpliwy dostaje mniej (2006 – Silverwood Recordings)
- LOV – Minus Szum (2009 – QL Music)
- Kasia Kowalska – Kowalska/Ciechowski – Moja Krew (2010 – Universal Music)
- Janusz Radek &The Ants – Popołudniowe Przejażdżki (2015 – Magic Records)

### Single i składanki
- Ziyo – Rower Błażeja (1999)
- Ziyo – Master of celebration – tribute to Depeche Mode (1999)
- Dzika Kiszka – Menu (2000)
- Siedem – Twój znikający punkt (2001)
- Siedem – Absolutnie obca (2002)
- Siedem – 7 minut (2003)
- Ocean – Niecierpliwy dostaje mniej (2006)
- LOV – Good Morning Rock (2009)
- LOV – Gorący Top 20 Lato 2009 (2009)
- LOV – Gorący Top 20 Jesień 2009 (2009)